# Volcán Miño
El volcán Miño es un estratovolcán simétrico con forma de cono ubicado en la provincia de El Loa, Región de Antofagasta , Chile . Se encuentra a pocos kilómetros al noroeste del volcán Aucanquilcha y en su pie se origina el río Loa. El asentamiento principal en su vecindad es Ollagüe . El volcán ha estallado en la andesita máfica. La datación de potasio-argón ha arrojado edades de 3.59 ± 0.11 y 3.27 ± 0.40 millones de años atrás para Miño. Este volcán generalmente se considera parte de Aucanquilcha, y los flujos de lava parecen originarse desde la cumbre.
A diferencia de muchas otras altas cumbres en el área, no hay evidencia de un ascenso precolombino a su cumbre.